# Столбовая яма

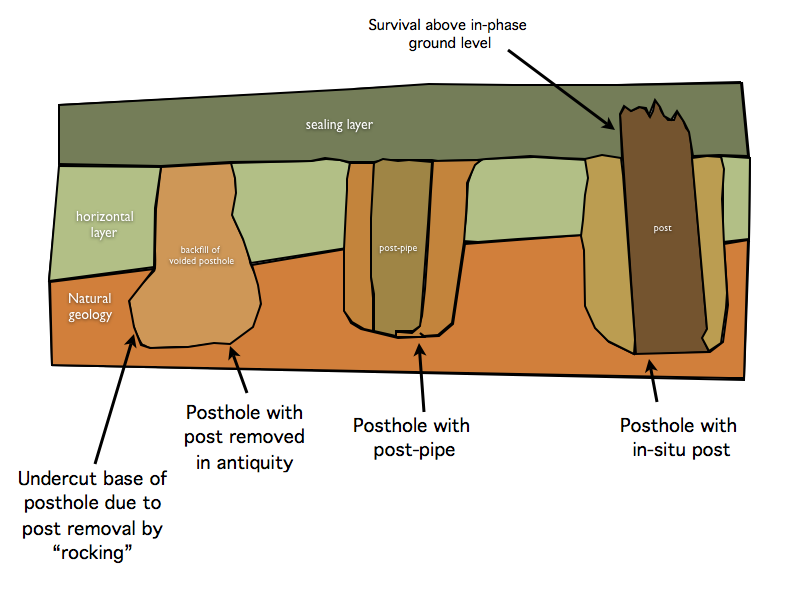
Типы столбовых ям.

Столбовая яма — следы, обнаруживаемые на месте раскопок, ранее содержавшие деревянные или каменные конструкции.
Как правило, глубина ям больше, чем их ширина, что в ходе раскопок может быть не очевидным. Хотя дерево или камень может частично сохраниться в столбовой яме, как правило, они определяются на плане раскопок, как круглые заплатки более темного грунта. Столбовые ямы могут использоваться археологами для воссоздания плана строений на месте раскопок, так как в основном эти следы остаются после несущих конструкций древних зданий, таких как опорные столбы.